# Скорбь Сатаны
«Скорбь Сатаны» (англ. The Sorrows of Satan) — мистический декадентский роман английской писательницы Марии Корелли, опубликованный в 1895 году и ставший крупнейшим бестселлером в истории викторианской Англии.
В книге обыгрывается традиционный мотив сделки с дьяволом. Корелли внесла новое слово в литературу о Фаусте, показав, что Сатана больше, чем кто-либо, сознаёт истинность Евангелия и вместе с тем ему запрещено передавать эту благую весть людям.

## Сюжет
В книге рассказывается о талантливом, но прозябающем в нищете писателе Джеффри Темпесте. В самый безвыходный момент жизни в его мрачную съёмную комнатушку является загадочный, красивый и бесконечно богатый князь-филантроп Лючио Риманец, который тайно «награждает» его несметной суммой денег, якобы доставшейся по наследству от неизвестного родственника-миллионера.
Лючио сближается с Темпестом, становится его лучшим другом, вводит в высшее общество и помогает добиться руки самой прекрасной и знатной девушки Англии. Однако единственное, чего не удаётся достичь Темпесту, — это истинного литературного признания. Огромная влиятельность, реклама его лучшего произведения, пестрящая во всех газетах, и даже «проплаченная» критика, — всё это оказывается бессильным.
Параллельно с этим Джеффри теряет свою человечность и становится обычным богатым снобом, заботящимся лишь о своём тщеславии и благополучии. Однако, спустя какое-то время, ввиду туманных предчувствий, тягостных обстоятельств и странных перемен, у Темпеста начинается угрызение совести. Но уже поздно что-либо изменить, и его жизнь буквально превращается в ад. Несмотря на предупреждения со всех сторон, главный герой упорно не хочет понимать, что князь Лючио — земное воплощение Люцифера…

## Успех и критика
Роман, написанный под влиянием идей Елены Блаватской, первоначально имел взрывной успех. Ни один роман на английском языке ещё не сметали с полок книжных магазинов с такой быстротой: за первую неделю продажи перевалили за 25 000 экземпляров, за первые два месяца — за 50 000.
Хотя почти все критики отмечали литературное несовершенство книги, в защиту произведения высказался Оскар Уайльд, что и неудивительно: путь Джеффри Темпеста в первой части книги во многом повторяет нравственное падение его Дориана Грея.

## Издание на русском языке
- Скорбь сатаны, или Необыкновенное испытаніе одного милліонера Джоффрея Темпеста. Романъ Маріи Корелли. Съ англійскаго переводъ Е. В. Кохно. (Съ отдѣльной пагинаціей). // Новый журнал литературы, искусства и науки, 1904.
- «Скорбь Сатаны (Ад для Джеффри Темпеста)». Таллинское издательство «GART», 1991 год. Перевод — Е.Кохно; переработка — А.Хохрева; редактор — Г.Соркина. Тираж 520 000 экз., ISBN 5-7985-0016-0.
- Скорбь Сатаны: ад для Джеффри Темпеста. Роман Марии Корелли. Перевод с английского Е.В.Кохно; переработка - А.Хохрева; редактор - А.Попова; корректоры - М.Липатова, А.Яблокова.  Санкт-Петербург:  Кегель, 2017. - 704 с. Тираж 650 экз. ISBN 978-5-9908944-0-2

Русскоязычное издание вышло под именем Брэма Стокера, в то время как его роман «Дракула» вышел под именем Корелли. Возможно, это было сделано умышленно, но скорее всего, это просто грубая ошибка издателей.

## Экранизации
- 1919 — Страницы из книги Сатаны / Leaves from Satan’s Book — режиссёр Карл Теодор Дрейер
- 1926 — Печали сатаны / The Sorrows of Satan — режиссёр Дэвид Гриффит